# Mossjön (Kinnarumma socken, Västergötland)
Mossjön är en sjö i Borås kommun i Västergötland och ingår i Viskans huvudavrinningsområde.